# Пенковичи, Эустациу
Эустациу Пенковичи (рум. Eustațiu Pencovici;  15 января 1836, Бухарест, княжество Валахия — 1899, Галац ) — румынский политический, государственный и военный деятель, Бригадный генерал, военный министр Соединённых княжеств Молдавии и Валахии (18 декабря 1870 - 10 марта 1871), дипломат.

## Биография
Кадровый военный. В 1856 году окончил военное училище. Служил младшим лейтенантом валашской милиции. В декабре 1870 года стал полковником и был назначен военным министром Соединённых княжеств Молдавии и Валахии, сменил на этом посту Георге Ману.
Участвовал в Русско-турецкой войне (1877—1878) в должности начальника штаба 2-го пехотного армейского корпуса.
В 1864 году работал директором Библиотеки военного министерства.
В 1879 году Пенковичи был представителем Румынии в Европейской дунайской комиссии, созданной в соответствии с Парижским мирным договором 1856 года. В течение нескольких лет принимал активное участие в защите интересов своей страны на контроль над правами судоходства по Дунаю. Среди его стратегических инициатив было сотрудничество с Сербией и Болгарией, рядом других небольших прибрежных государств. Однако его успехи были сорваны Австро-Венгрией.
Был основателем журнала «Romania militară» («Военная Румыния»).
В 1883 г. получил чин бригадного генерала. Вышел в отставку в 1893 году.